# 短足奈斯蛛
短足奈斯蛛（学名：Nesticella brevipes）为类球蛛科奈斯蛛属的动物。分布于日本以及中国大陆的浙江等地。该物种的模式产地在日本。